# Zaķi
Zaķi − wieś w  novadsie Valka, w pagastsie Zvārtava. Oddalona jest o 32 km od miasta Valka i o 158 km od stolicy kraju, Rygi. Położona jest 4 km od autostrady P23, przebiegającej przez wieś Stepi.
W miejscowości znajdują się: sklep spożywczy, przychodnia lekarska i zabytek archeologiczny o znaczeniu krajowym.